# Donald Johan Kuenen
Donald Johan (Don) Kuenen (Leiden 19 maart 1912 – Oegstgeest 21 september 1995) was een Nederlandse hoogleraar in de milieubiologie. Kuenen was van 1964 tot 1965 en van 1976 tot 1979 rector magnificus van de Rijksuniversiteit Leiden.
In 1930 behaalde Kuenen zijn diploma aan het Stedelijk Gymnasium Leiden. Daarna studeerde hij in dezelfde stad biologie. In 1950 werd hij benoemd tot hoogleraar in de experimentele dierkunde, later was hij hoogleraar in de milieubiologie en directeur van het Rijksinstituut voor Natuurbeheer.
Kuenen was lid van de Koninklijke Nederlandse Akademie van Wetenschappen en eredoctor aan de University of Dundee (en). Hij was commandeur in de Orde van Oranje-Nassau en ridder in de Orde van de Nederlandse Leeuw.